# Décembre 1937

## Événements
- Début de la bataille de Xuzhou.
- Allemagne :  premier camp de concentration réservé aux femmes à Lichtenburg.

- 5 décembre : offensive républicaine à Teruel.

- 11 décembre : l'Italie quitte la Société des Nations.

- 12 décembre  : première élections générales depuis la Révolution (URSS). Triomphe du parti communiste, grâce au système du candidat unique.

- 13 décembre : bataille de Nankin

- 19 décembre : les républicains reprennent Teruel.

- 20 - 22 décembre : la Garde de fer, parti fasciste et antisémite de Cornelius Codreanu, remporte 16 % des suffrages aux élections en Roumanie. Des lois antisémites sont adoptées, les Juifs commencent à être victimes de pogroms.
- 22 décembre : ouverture du Lincoln Tunnel à New York.

- 23 décembre : les Juifs sont exclus des professions commerciales et leurs biens sont confisqués.

- 24 décembre : premier vol du chasseur italien Macchi M.C.200.

- 28 décembre : gouvernement d’Octavian Goga en Roumanie (fin le 11 février 1938).

- 29 décembre : le roi Farouk Ier d'Égypte révoque le cabinet et dissout la chambre. Un nouveau gouvernement est formé par les libéraux-conservateurs de Muhammad Mahmoud Pasha.
  - Le Premier ministre d'Égypte Mustafa an-Nahhas Pasha entre en conflit avec le roi sur la question de la nomination des hauts fonctionnaires. Deux fondateurs du Wafd font scission et fondent le groupe saadiste (3 janvier 1938).

- 31 décembre : bilan des traversées transatlantiques commerciales en 1937 : Air France 104 traversées avec 7 appareils, Lufthansa 121, Pan American 2, Imperial Airways 6.

## Naissances
- 1er décembre : Vaira Vīķe-Freiberga, femme politique lettonienne, Présidente de la Lettonie.
- 2 décembre : Brian Lumley, auteur anglais de romans d'horreur († 2 janvier 2024).
- 4 décembre : David Bailie, acteur britannique († 5 mars 2021).
- 5 décembre : Guy Thomazeau, évêque catholique français, archevêque de Montpellier.
- 10 décembre : Karel Schwarzenberg, homme politique tchèque († 11 novembre 2023).
- 11 décembre : Adriaan Vlok, homme politique sud-africain († 8 janvier 2023).
- 12 décembre : 
  - Michael Jeffery, gouverneur général d'Australie de 2003 à 2008 († 18 décembre 2020).
  - Connie Francis, chanteuse et actrice américaine († 17 juillet 2025).
- 14 décembre : Frans De Mulder, coureur cycliste belge († 5 mars 2001).
- 15 décembre : Claude Érignac, haut fonctionnaire français, préfet de la Corse († 6 février 1998).
- 16 décembre : Joe Farrell, saxophoniste et flûtiste de jazz américain († 10 janvier 1986).
- 19 décembre : David Rowe-Beddoe, homme d'affaires britannique († 15 novembre 2023).
- 21 décembre : Jane Fonda, actrice américaine.
- 23 décembre : Karol J. Bobko, astronaute américain († 17 août 2023).
- 25 décembre : Marcel Maréchal, acteur et metteur en scène français († 12 juin 2020).
- 26 décembre : John Horton Conway, Mathématicien à Princeton († 11 avril 2020).
- 28 décembre : Jorge Nuno Pinto da Costa, homme d'affaires et ancien président du FC Porto († 15 février 2025).
- 31 décembre : Sir Anthony Hopkins, acteur et réalisateur britannique.

## Décès
- 3 décembre :
  - Attila József (32 ans), poète hongrois d’inspiration populaire, se jette sous un train à Balatonszárszó.
  - Prosper Poullet, homme politique belge (° 5 mars 1868).
- 27 décembre : John Douglas Hazen, premier ministre du Nouveau-Brunswick.
- 28 décembre : Maurice Ravel (62 ans), compositeur français (° 1875).
- 31 décembre : Louis Franck, juriste et homme politique belge (° 28 novembre 1868).